# Vormö
Vormö är en ö i Finland. Den ligger i Finska viken och i kommunen Ingå i den ekonomiska regionen  Raseborg i landskapet Nyland, i den södra delen av landet. Ön ligger omkring 45 kilometer väster om Helsingfors.
Öns area är 1,44 kvadratkilometer och dess största längd är 2,7 kilometer i sydväst-nordöstlig riktning. Ön höjer sig omkring 30 meter över havsytan.